# Drăghiceni (gmina)
Drăghiceni – gmina w Rumunii, w okręgu Aluta. Obejmuje miejscowości Drăghiceni, Grozăvești i Liiceni. W 2011 roku liczyła 1828 mieszkańców.